# Confine tra Italia e Spagna
Il confine tra l'Italia e la Spagna, due paesi membri dell'Unione Europea, è interamente marittimo e si trova nel Mar Mediterraneo. È uno dei confini interni dell'area Schengen.
Il confine si trova equidistante dalle Isole Baleari e dalla Sardegna ed è stato delineato in dieci punti da una convenzione italo-spagnola del 19 febbraio 1974, ratificata con legge il 3 giugno 1978 e in vigore dal 16 novembre dello stesso anno. Il confine marittimo segue il criterio della linea mediana tra la Sardegna e le Baleari con una linea leggermente concava che attribuisce rilievo al maggior sviluppo costiero della Sardegna rispetto all'Isola di Minorca. La delimitazione non era stata accettata dalla Francia che considera come facenti parte della propria piattaforma continentale una porzione delle aree spartite tra Italia e Spagna.

## Coordinate del confine marittimo
- Punto A 41 ° 09.3 'N., 5 ° 56.6 E. (triplice punto marittimo con la Francia);
- Punto B 41 ° 06,5 'N, 5 ° 57,6' E;
- Punto C 40 ° 35,7 'N, 6 ° 07,8' E;
- Punto D 40 ° 31,7 'N., 6 ° 08,9' E .;
- Punto E 40 ° 27,3 'N, 6 ° 10,1' E;
- Punto F 40 ° 21,5 'N, 6 ° 11,9' E;
- Punto G 40 ° 01,7 'N, 6 ° 18,0' E;
- Punto H 39 ° 37,5 'N, 6 ° 18,0' E;
- Punto I 39 ° 20,8 'N, 6 ° 13,0' E;
- Punto L 38 ° 55.0 'N., 6 ° 05.8' E. (triplice punto marittimo con l'Algeria).